# Verrucaria aspecta
Verrucaria aspecta är en lavart som beskrevs av Breuss. Verrucaria aspecta ingår i släktet Verrucaria och familjen Verrucariaceae.   Inga underarter finns listade i Catalogue of Life.